# Vicelinkirche (Hamburg-Sasel)

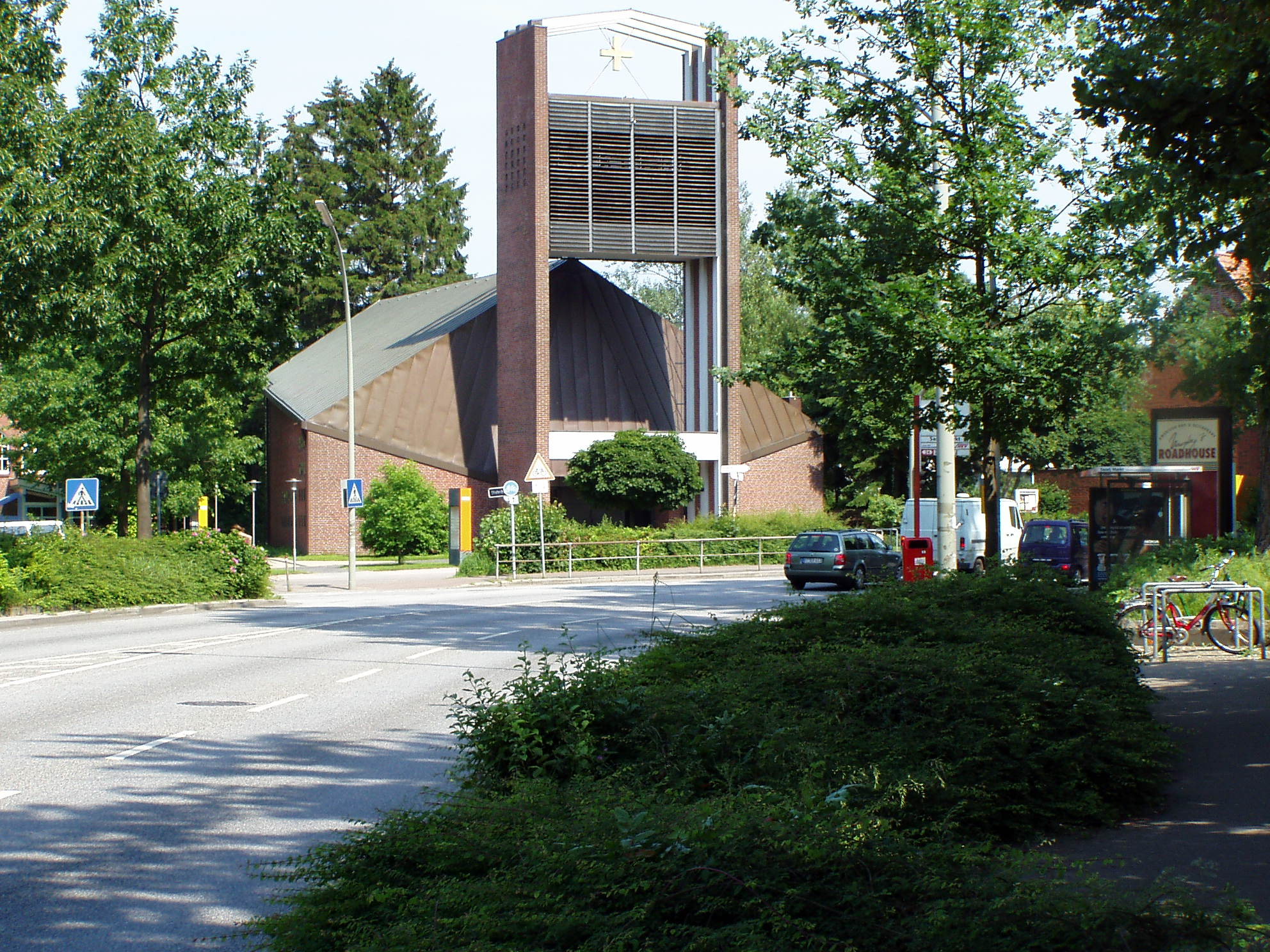
Ansicht der Kirche vom Saseler Markt

Die Vicelinkirche ist eine der beiden evangelisch-lutherischen Kirchen im Hamburger Stadtteil Sasel. Sie liegt im nördlichen Teil des Stadtteils direkt am Saseler Markt und ist die erste eigene Kirche des Stadtteils.

## Bau der Kirche
Im Jahre 1948 wurde Sasel, das vorher kirchlich zu Bergstedt gehört hatte, eine selbstständige Gemeinde, die ihren ersten Kirchsaal an der Stelle des heutigen Gemeindehauses bereits 1949 erhielt. Im Jahre 1962 führten die Architekten Horst Sandtmann und Friedhelm Grundmann in kurzer Zeit den Bau der heutigen Kirche durch, die schon am 2. Dezember 1962 eingeweiht werden konnte.
Zwei Bilder mit biblischem Bezug haben die Architekten für den Bau der Vicelinkirche genutzt. Der Kirchbau ähnelt einem Zelt und soll so daran erinnern, dass jedes von Menschen gebaute Haus vorläufig ist. Im Altarbereich ähnelt der Kirchbau zugleich einem Schiffsrumpf und erinnert so an die Arche Noah. Das sowohl außen wie innen dominierende Baumaterial sind niederländische Ziegel. Die strenge Schlichtheit der Linien im Innenraum betont den im natürlichen Licht liegenden Altarraum.

## Ausstattung
Der Künstler Lothar Quinte hat die farbigen Bleiglasfenster und den handgewebten Wandteppich mit konzentrischen Farbkreisen an der Altarrückwand entworfen, die die Kirche prägen. Das silberne Altarkreuz, die beiden hohen Altarleuchter und der Taufleuchter stammen von dem Bildhauer Hans Kock.
Alle Teile der Ausstattung sind nur zurückhaltend farbig gestaltet. Dominierend sind die weißen Flächen der Decke und des Gestühls, der dunkle Fußboden und der helle Stein von Altar, Taufe und Pult. Farbakzente sind überwiegend in Blau und selten in Rot zu finden. Das Blau soll dabei als Symbol der Gegenwart Gottes und die Farbe Rot als Symbol der Liebe Gottes gedeutet werden.

## Glocken

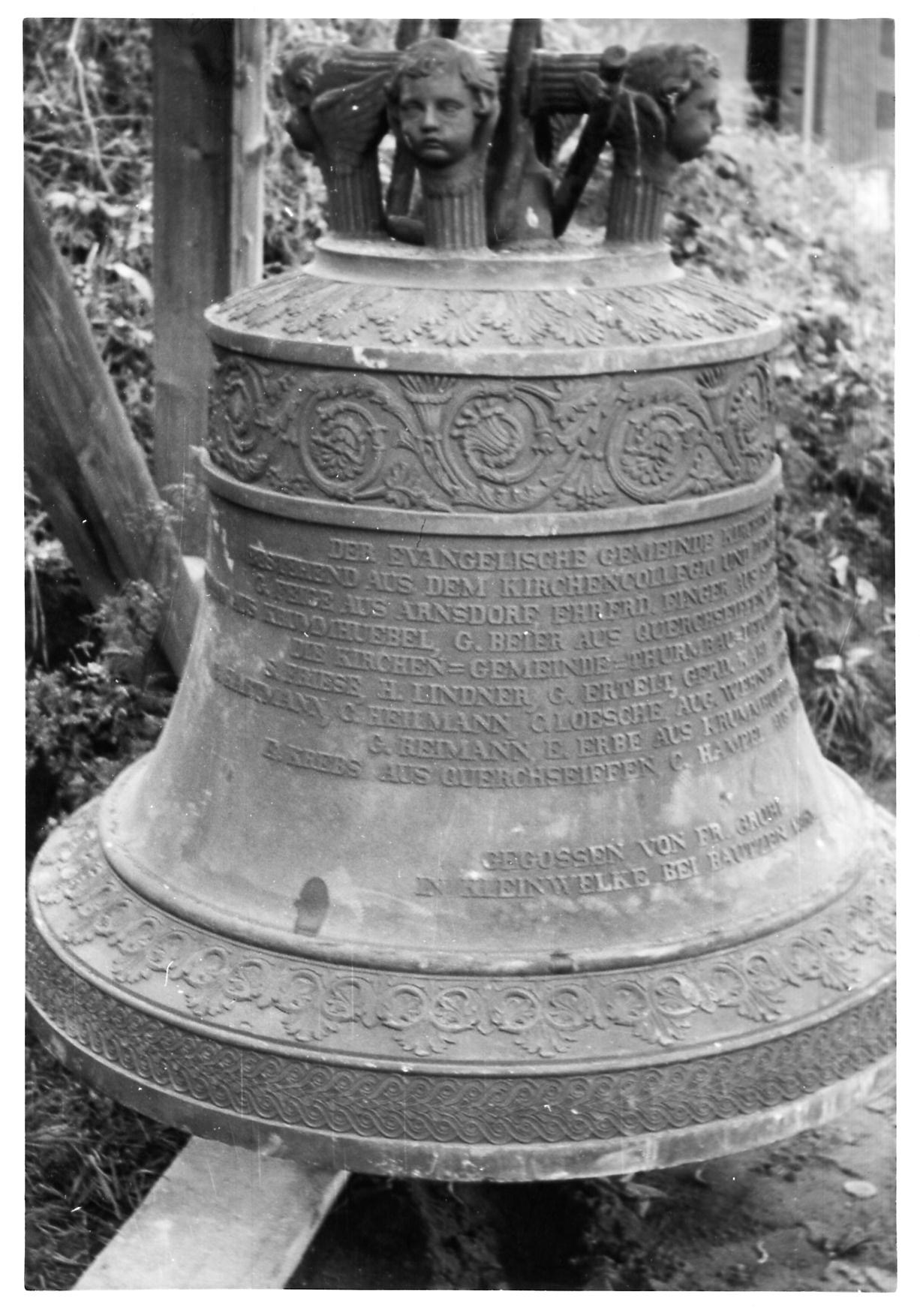
Mittlere Glocke von 1863

Die Kirche verfügt heute über ein Geläut aus drei Glocken, dessen Stimmung dem ursprünglichen Geläut der Bethauskirche im schlesischen Arnsdorf entspricht. Konrad Feige, einer der ersten Pastoren der Gemeinde und nach dem Zweiten Weltkrieg aus Schlesien geflüchtet, fand 1951 eine noch intakte Glocke von 1863 aus einem Nachbarort seiner Heimatgemeinde auf dem Hamburger Glockenfriedhof. Es gelang ihm, diese zunächst neben dem Gemeindesaal in einem hölzernen Glockenturm unterbringen zu lassen. Bis 1962 ließ man dann bei der Glockengießerei Bachert in Karlsruhe die beiden fehlenden Glocken des Arnsdorfer Geläutes nach alten Vorbildern nachgießen und hängte alle drei Glocken in den neuen Turm der Vicelinkirche.
Das heutige Geläut setzt sich wie folgt zusammen:
| Nr. | Schlagton | Masse (kg) | Durchmesser (mm) | Gussjahr | Name       |
| 1   | cis1      | 1702       | 1444             | 1962     | Domina     |
| 2   | e1        | ≈1200      | 1130             | 1863     | Osanna     |
| 3   | gis1      | ≈600       | 975              | 1961     | Apostolica |

## Orgel
Die erste Orgel der Kirche stammte von 1955 aus der Werkstatt von Kemper & Sohn, Lübeck.
Dank des großen finanziellen Engagements vieler Gemeindemitglieder erhielt die Vicelinkirche 1996 eine neue Führer-Orgel. Die äußere Erscheinung wurde bewusst passend zur Gestaltung der Kirche gewählt. Der Prospekt setzt mit seiner schlichten blau-roten Farbgebung und den silbern schimmernden Pfeifen die Harmonie der Altarwand und der Seitenfenster fort. Ihre Disposition lautet:
| I Hauptwerk C– |              |     |
| 1.             | Bourdon      | 16′ |
| 2.             | Prinzipal    | 8′  |
| 3.             | Rohrflöte    | 8′  |
| 4.             | Oktave       | 4′  |
| 5.             | Oktave       | 2′  |
| 6.             | Mixtur IV–VI | 1′  |
| 7.             | Trompete     | 8′  |

| II Brustwerk (schwellbar) C– |                    |       |
| 8.                           | Gedackt            | 8′    |
| 9.                           | Rohrflöte          | 4′    |
| 10.                          | Nasat (aus Nr. 13) | 2 ⁄3′ |
| 11.                          | Prinzipal          | 2′    |
| 12.                          | Quinte             | 1 ⁄3′ |
| 13.                          | Sesquialtera II    |       |
| 14.                          | Scharff III        |       |
| 15.                          | Oboe               | 8′    |

| Pedal C– |                         |         |
| 16.      | Subbass                 | 16′     |
| 17.      | Flötenprinzipal         | 8′      |
| 18.      | Choralbass (aus Nr. 19) | 4′      |
| 19.      | Piffaro II              | 4′ + 2′ |
| 20.      | Posaune                 | 16′     |
| 21.      | Trompete                | 8′      |

- Koppeln: 3 Normalkoppeln (II/I, I/P, II/P)

## Gemeinde
Während der Jahre 1963 bis 1998 gab es auffallend wenige Personalwechsel bei den Pastoren. In diesem Zeitraum ist jeder der hauptamtlichen Pastoren mindestens 15 Jahre im Amt geblieben.
Am 1. Januar 1998 schlossen sich die bis dahin selbständigen zwei Saseler Gemeinden der Vicelin- und der Lukas-Kirche zur „Evangelisch-Lutherischen Kirchengemeinde Sasel“ zusammen. Diese Gemeinsamkeit wird auch in dem seit 1998 für die Gemeinde geltenden Siegel dargestellt, das die beiden Kirchenbauten der neuen Gemeinde darstellt.
Direkt neben der Kirche befindet sich heute das Gemeindehaus und ein angegliederter Kindergarten.

## Fotografien und Karte
Koordinaten: 53° 39′ 14,1″ N, 10° 6′ 46,9″ O

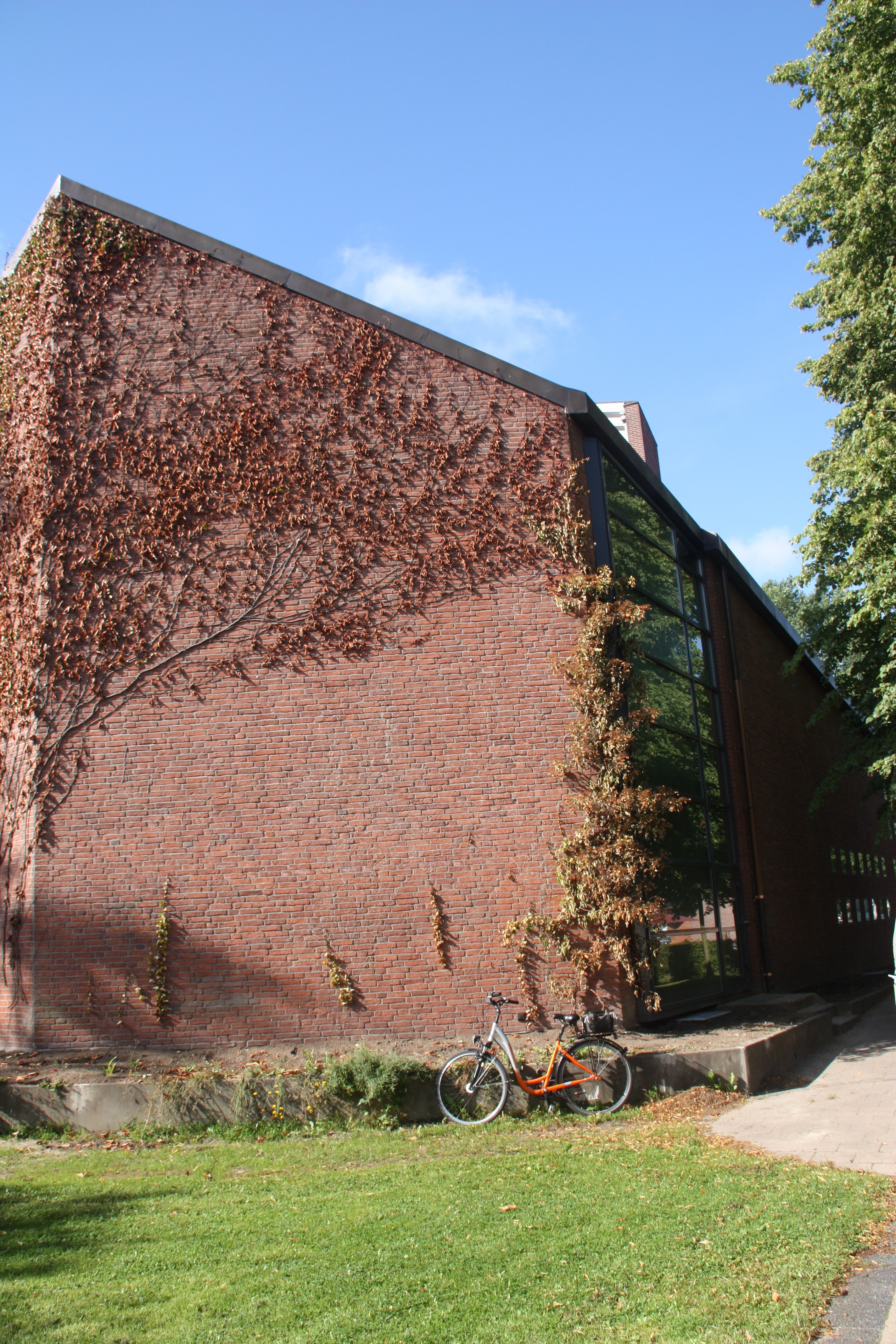
Chorseite
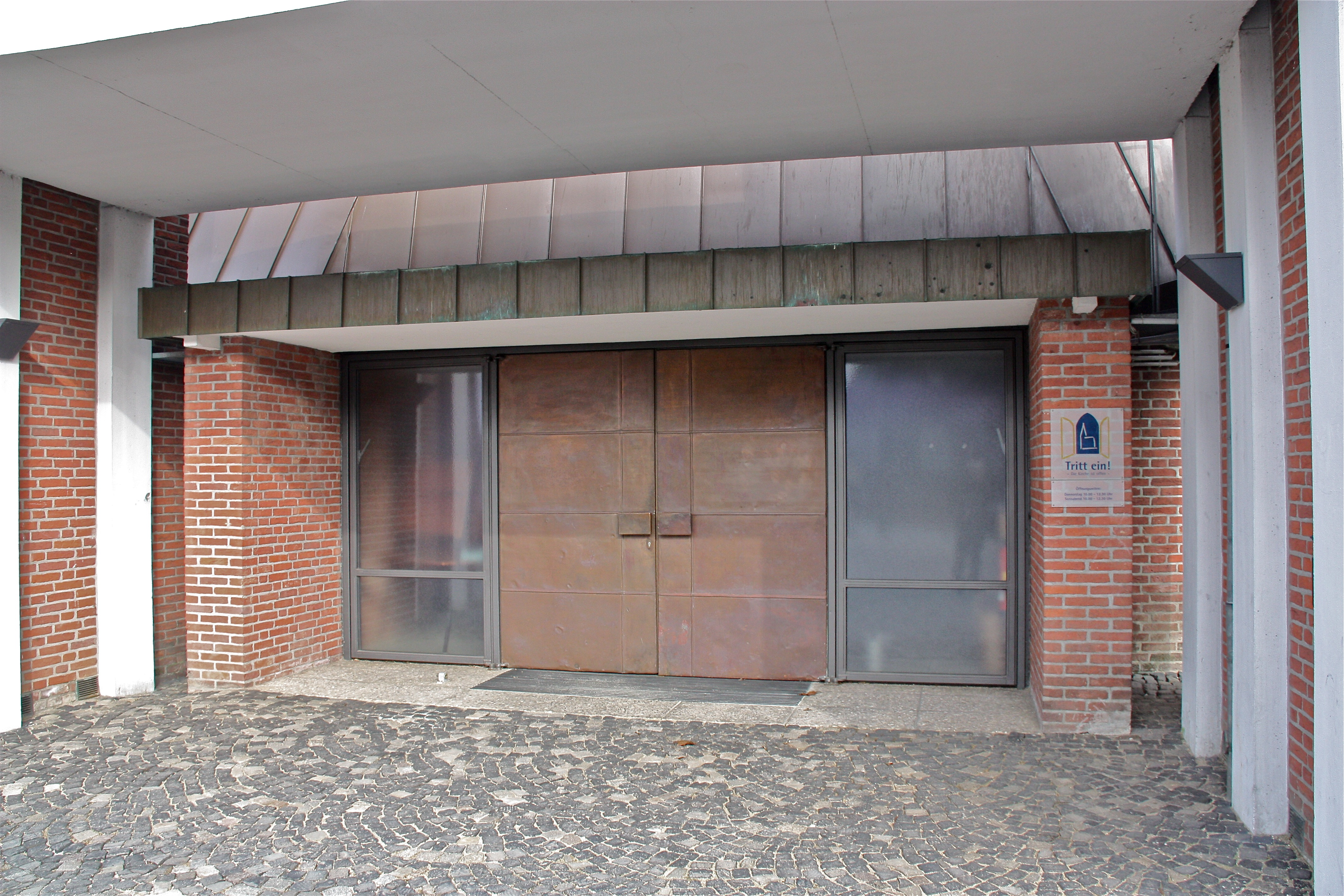
Eingangstüren
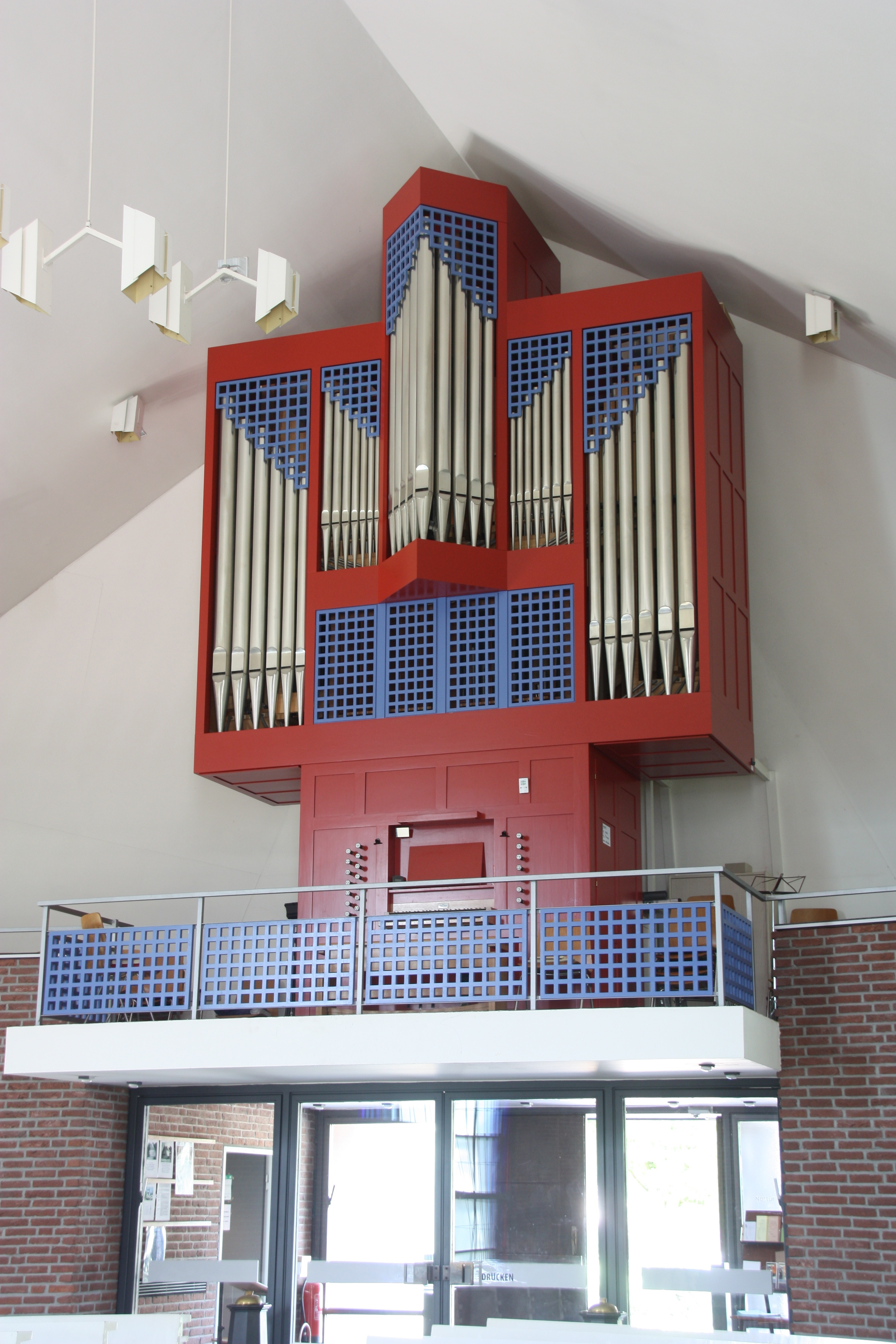
Orgelprospekt